# Billar inglés
El billar inglés es una modalidad de billar que combina elementos del billar francés y el pool. El taco entra en contacto con dos bolas, una blanca y una amarilla, y se usa además de ellas una bola roja como objetivo. Se juega en una mesa con dimensiones idénticas a la de una de snooker y los jugadores suman puntos tanto de las carambolas como cuando entroneran bolas.